# Kvarntjärnen, Bohuslän
Kvarntjärnen är en sjö i Tanums kommun i Bohuslän och ingår i Strömsåns huvudavrinningsområde. Sjöns area är 0,012 kvadratkilometer och den är belägen 99,2 meter över havet.